# Max von Wurmb
Max von Wurmb (* 6. März 1835; † 9. Dezember 1886 in Benndorf) war ein deutscher Verwaltungsjurist.

## Leben
Max von Wurmb studierte an der Universität Leipzig Rechtswissenschaft. 1856 wurde er Mitglied des Corps Misnia. Nach dem Studium trat er in den preußischen Staatsdienst. Von 1868 bis 1870 absolvierte er das Regierungsreferendariat bei der Regierung in Stralsund. Im Februar 1872 wurde er zum Landrat im Kreis Lötzen bestellt. 1876 wechselte er als Landrat in den Kreis Bielefeld, bis ihm 1877 Rudolf von Borries nachfolgte. Zuletzt war er Regierungsrat in Aachen. Wurmb war im Club Aachener Casino.